# ルパンにまかせろ
『ルパンにまかせろ』は、1978年10月から1979年10月まで日本のラジオ放送局であるラジオ関東（現：アール・エフ・ラジオ日本）で放送されたラジオ番組である。1977年から放映されていたテレビアニメ『ルパン三世 (TV第2シリーズ)』と同時期に放送され、パーソナリティは同作のルパン三世役である山田康雄が務めた。

## 概要
『ルパン三世 (TV第2シリーズ)』と同時期に放送されたためルパン関連の内容もあったが、連動企画などではなくアニメと直接の関係はなかった。
内容や企画は、リスナーから届いたハガキに関するトークやゲスト出演者と山田とのトークなどがあった。
同じラジオ関東で短期間ではあるものの、同時期に『ルパンのミュージック一直線』という番組を放送したことがあった。